# Manas (épica)
Manás es un poema épico del pueblo kirguís y el nombre de su héroe épico. El poema, que es veinte veces más largo que la Odisea de Homero, cuenta la historia patriótica de Manás y de sus descendentes, quienes pelearon contra los uigures en el siglo IX. Existen referencias al poema que datan del siglo XV, pero la primera versión escrita es de 1885. 
Se dice que Manás nació en las montañas de Ala Too en la provincia de Talas al noroeste de Kirguistán, y se cree que un mausoleo que se encuentra a unos 60 km al este de Talas contiene sus restos.
Actualmente, el aeropuerto de Biskek (la capital) lleva el nombre de "Manás".
En 2009, el Manas fue inscrito en la Lista Representativa del Patrimonio Cultural Inmaterial de la Humanidad de la Unesco a propuesta de China.